# Asedio de Mitsu-ji
El asedio de Mitsu-ji de 1576 fue parte de una guerra de once años de duración entre Oda Nobunaga y los Ikkō-ikki, un grupo de monjes guerreros y campesinos, los cuales controlaban una serie de fortalezas y constituían una amenaza para los intereses de Nobunaga.
En mayo de 1576 Nobunaga personalmente tomó parte en el ataque a la fortaleza. Comandó un grupo de soldados ashigaru, logrando que los miembros de la guernición se replegaran hasta las puertas interiores. sin embargo, los Ikki eran expertos en el uso de arcabuces, por lo que forzaron a Nobunaga a retirarse.
Durante el combate Nobunaga resultó herido en una pierna por el impacto de una bala, además de que perdió a uno de sus generales, Harada Naomasa.